# Castillo de Alba (León)
El castillo de Alba es una antigua fortaleza española situada en las cercanías de la localidad de Llanos de Alba, en el municipio de La Robla, en León.
Se sitúa en la llamada "Peña del Castillo", dominando el valle del río Bernesga y la calzada que va desde León hasta Gijón, por la ruta del Puerto de Pajares, actualmente convertida en la N-630.
Contaba con dos líneas de fortificación: un baluarte interior y una terraza inferior. con una muralla de 200 metros de longitud y 3 de espesor. La entrada estaba flanqueada por dos cubos semicirculares. Actualmente se encuentra en ruinas y es de difícil acceso.

## Historia
El castillo de Alba fue construido por Alfonso III de Asturias, probablemente sobre un antiguo asentamiento romano. Desempeñó un papel fundamental en la rebelión de los hijos de este rey, ya que su esposa, la reina Jimena, se lo entregó a su primogénito, García I de León, en el 910, junto con los castillos de Luna, Gordón y Arbolio, tras lo cual logró la abdicación de su padre Alfonso y el ascenso al solio leonés.
En el 997 resistió el ataque de las huestes de Almanzor, que intentaron tomar la plaza, sin éxito, junto con sus castillos hermanos de Luna, Gordón y Arbolio, que controlaban los valles que permitían acceder a Asturias. A comienzos del siglo XI su tenente era el poderoso conde Fruela Muñoz, uno de los nobles más poderosos de su época.
Durante los reinados de Urraca I de León y su hijo el emperador Alfonso VII, su tenencia fue confiada al magnate asturiano Suero Bermúdez, uno de los personajes más leales a la Corona en una época de nobleza tumultuaria.
Con la muerte de Fernando II de León, el estratégico castillo pasó a manos de Alfonso VIII de Castilla -junto con otros, como los de Luna, Portela o Siero de Riaño-, hasta la firma del Tratado de Tordehumos (1194), por el que fueron devueltos al reino de León.
La fortaleza pasó a ser propiedad del concejo de León poco después, en 1196, por un privilegio de Alfonso IX de León, confirmado en 1230 por Fernando III de Castilla.
Desde 2001 ha sido excavado a instancias de la cementera Tudela Veguín, propietaria de una cercana cantera de caliza. La empresa no ha divulgado los resultados de las excavaciones.